# Tain Tolbooth

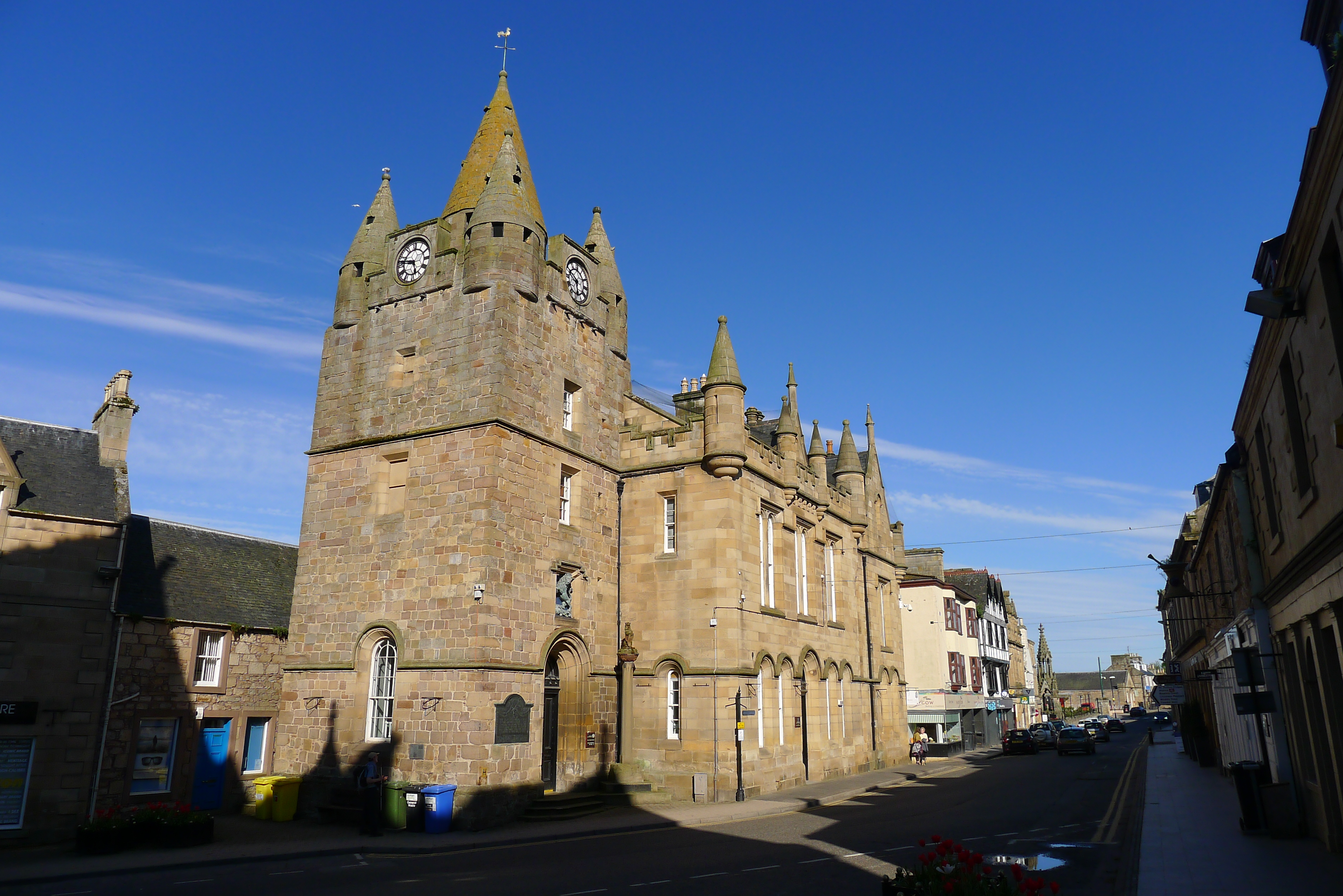
Tain Tolbooth

Die Tain Tolbooth ist die Tolbooth der schottischen Ortschaft Tain in der Council Area Highland. Das Gebäude wurde 1971 in die schottischen Denkmallisten in der höchsten Denkmalkategorie A aufgenommen.

## Geschichte
Am Standort befand sich eine Tolbooth, die 1631 errichtet wurde. Nachdem diese 1703 eingestürzt war, wurde die heutige Tolbooth als Nachfolgebau geplant. Zusammen mit dem Bau der Ratskammer waren die Arbeiten des Baumeisters Alexander Stronach 1708 abgeschlossen. Vermutlich wurden erhaltene Fragmente des Vorgängerbauwerks in die Struktur integriert. Sowohl eine eingesetzte Platte („This Wark – Bigit 1631 John Mackullogh Being Provost“) als auch die Turmglocke bestätigen das Baujahr 1631. Die Glocke ist ein Werk des flämischen Glockengießers Michael Burgerhuys aus Middelburg (heute in den Niederlanden), der mehrere Aufträge in Schottland ausführte. 1733 wurden die Ecktourellen am Turm ergänzt.
1825 hatte Tain ein neues Justizgebäude erhalten, welches 1833 niederbrannte. Thomas Brown II, Architekt des schottischen Gefängnisausschusses, plante den Neubau, der 1848 an die Tolbooth angebaut wurde. Der Bau war im Folgejahr abgeschlossen. Auch die Rundbogenfenster am älteren Turmfuß wurden zu dieser Zeit eingesetzt, um ein stilistisch einheitliches Bild mit dem Anbau zu erzielen. 1873 wurde die Tain Tolbooth an der Ostseite um einen Anbau ergänzt. Mit der Planung wurde der schottische Architekt Andrew Maitland betraut. Vier Jahre später wurde die aus dem Jahre 1750 stammende Turmuhr erneuert.

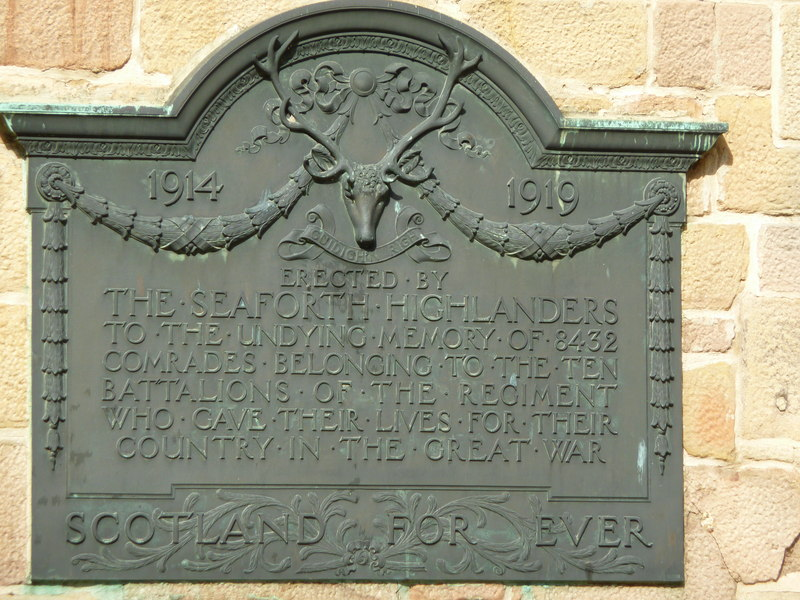
Gedenktafel der Seaforth Highlanders

## Beschreibung
Die Tain Tolbooth steht an prominenter Stelle im historischen Zentrum von Tain an der Einmündung des Castle Brae in die High Street. Direkt nördlich schließt sich das ehemalige Kollegiatstift, die St Duthus Collegiate Church an. Am Turmfuß ist das Marktkreuz von Tain aufgerichtet. Während die älteren Elemente des Komplexes Motive des Tudorstils aufgreifen, sind die neueren Anbauten im Scottish-Baronial-Stil gehalten. Damit zählt die Tain Tolbooth zu den frühen öffentlichen Gebäuden in Schottland, die den landhaustypischen Baronial-Stil einsetzen. Zeitgenössische Gebäude sind gewöhnlicherweise im Stile der Neorenaissance oder des Klassizismus ausgestaltet.
Der Glockenturm an der Westseite beherbergt die Tolbooth. Das Mauerwerk des dreigeschossigen Turm besteht aus Steinquadern, die zu einem Schichtenmauerwerk gelegt wurden. Das Portal an der Südseite, das einst den Hauptzugang des Gebäudekomplexes bedeutete, sowie das Fenster an der Westseite sind rundbogig ausgeführt. Oberhalb des Portals zeigt eine gefasste Wappenplatte einen aufgerichteten Löwen, während links eines bronzene Gedenktafel für die Gefallenen der Seaforth Highlanders des Ersten Weltkriegs eingelassen ist (Inschrift: „To the undying memory of 8432 comrades belonging to the ten battalions of the regiment who gave their lives for their country in the Great War“). In den Obergeschossen sind kleinere, längliche Fenster eingelassen. Der Turm ist mit vier Ecktourellen mit Kegeldächern und schlankem Zentralturm ausgeführt. Zwischen den Tourellen wurden im Zuge der Neuinstallation der Turmuhren einfassende Gesimse aufgesetzt.
Die Fassade des zweigeschossigen Justizgebäudes entlang der High Street ist fünf Achsen weit. Ein durchgängiges Gesims bekrönt die vier Rundbogenfenster des Erdgeschosses sowie das zentrale Portal. Im Obergeschoss sind rundbogige Zwillingsfenster in längliche Aussparungen eingelassen, die ebenfalls von einem durchgängigen Gesims bekrönt sind. Auf Traufhöhe ist das Gebäude mit schlanken Tourellen und verbindendem Blendzinnenwerk ausgestaltet. Der vier Achsen weite Anbau entlang des Castle Braes ist schlichter ausgeführt.